# Gmina Donji Žabar
Gmina Donji Žabar (serb. Општина Доњи Жабар / Opština Donji Žabar) – gmina w Bośni i Hercegowinie, w Republice Serbskiej. W 2013 roku liczyła 3669 mieszkańców.